# أوغوز جتين
أوغوز جتين (بالتركية: Oğuz Çetin)‏ هو لاعب كرة قدم ومدرب كرة قدم تركي في مركز الوسط، ولد في 15 فبراير 1963 في آدابازاري في تركيا. شارك مع منتخب تركيا لكرة القدم. أما مع النوادي، فقد لعب مع أضنة سبور وإسطنبول سبور ونادي فنربخشة.

## وصلات خارجية
- أوغوز جتين على موقع الاتحاد الدولي (مؤرشف)  (الإنجليزية)
- أوغوز جتين على موقع اتحاد تركيا (لاعب) (الإنجليزية)
- أوغوز جتين على موقع اتحاد تركيا (مدرب) (الإنجليزية)
- أوغوز جتين على موقع قاعدة بيانات كرة القدم.إي يو (الإنجليزية)
- أوغوز جتين على موقع ناشيونال فوتبول تيمز (الإنجليزية)
- أوغوز جتين على موقع عالم كرة القدم.نت (الإنجليزية)